# او (فیلم ۱۳۸۲)
او فیلمی به کارگردانی رهبر قنبری و نویسندگی رهبر قنبری، نقی نعمتی ساختهٔ سال ۱۳۸۲ است.

## خلاصه داستان
داستان فیلم در مورد روحانی است که در دامنه‌های کوه سبلان به عنوان امام جماعت مورد اعتماد است و مردم برای بیان مشکلات خود به او مراجعه می‌کنند.

## بازیگران
- رضا ناجی
- مسعود ظاهری
- حسین پرستار
- توران قربانی
- افسانه پورحسن